# Oxyrhopus formosus
Oxyrhopus formosus là một loài rắn trong họ Rắn nước. Loài này được Wied mô tả khoa học đầu tiên năm 1820.